# Parafia Najświętszej Maryi Panny Uzdrowienia Chorych w Bojszowach Nowych
Parafia Najświętszej Maryi Panny Uzdrowienia Chorych – parafia rzymskokatolicka znajdująca się w Bojszowach Nowych. Parafia należy do dekanatu Bieruń w archidiecezji katowickiej. Została erygowana 18 maja 1980 roku.
Obecnym proboszczem jest ks. dr Andrzej Kołek.